# Олдайн (Техас)
Олдайн (англ. Aldine) — переписна місцевість (CDP) в США, в окрузі Гарріс штату Техас. Населення — 15 999 осіб (2020).

## Географія
Олдайн розташований за координатами 29°54′48″ пн. ш. 95°22′39″ зх. д. / 29.91333° пн. ш. 95.37750° зх. д. (29.913436, -95.377404).  За даними Бюро перепису населення США в 2010 році переписна місцевість мала площу 20,50 км², з яких 20,46 км² — суходіл та 0,05 км² — водойми.

### Клімат
| Клімат : Олдайн       | Клімат : Олдайн | Клімат : Олдайн | Клімат : Олдайн | Клімат : Олдайн | Клімат : Олдайн | Клімат : Олдайн | Клімат : Олдайн | Клімат : Олдайн | Клімат : Олдайн | Клімат : Олдайн | Клімат : Олдайн | Клімат : Олдайн | Клімат : Олдайн |
| Показник              | Січ.            | Лют.            | Бер.            | Квіт.           | Трав.           | Черв.           | Лип.            | Серп.           | Вер.            | Жовт.           | Лист.           | Груд.           | Рік             |
| Середній максимум, °C | 15,6            | 17,8            | 21,7            | 25,6            | 28,9            | 31,7            | 33,9            | 33,9            | 30,6            | 26,7            | 21,7            | 17,8            | 25,0            |
| Середній мінімум, °C  | 5,0             | 5,6             | 10,0            | 13,9            | 17,8            | 20,6            | 21,7            | 21,7            | 20,0            | 13,9            | 8,9             | 5,6             | 12,8            |
| Норма опадів, мм      | 94              | 76              | 89              | 89              | 135             | 130             | 81              | 94              | 114             | 119             | 99              | 91              | 1212            |
| --------------------- | --------------- | --------------- | --------------- | --------------- | --------------- | --------------- | --------------- | --------------- | --------------- | --------------- | --------------- | --------------- | --------------- |
| Джерело: Weatherbase  |                 |                 |                 |                 |                 |                 |                 |                 |                 |                 |                 |                 |                 |

## Демографія
Згідно з переписом 2010 року, у переписній місцевості мешкало 15 869 осіб у 4081 домогосподарстві у складі 3341 родини. Густота населення становила 774 особи/км².  Було 4458 помешкань (217/км²).
Расовий склад населення:
| - 58,7 % — білих - 2,9 % — чорних або афроамериканців - 2,0 % — азіатів - 1,0 % — корінних американців - 31,3 % — осіб інших рас |

До двох чи більше рас належало 4,2 %. Частка іспаномовних становила 82,1 % від усіх жителів.
За віковим діапазоном населення розподілялося таким чином: 35,1 % — особи молодші 18 років, 59,1 % — особи у віці 18—64 років, 5,8 % — особи у віці 65 років та старші. Медіана віку мешканця становила 27,3 року. На 100 осіб жіночої статі у переписній місцевості припадало 110,0 чоловіків;  на 100 жінок у віці від 18 років та старших — 114,4 чоловіків також старших 18 років.
Середній дохід на одне домашнє господарство  становив 45 131 долар США (медіана — 33 241), а середній дохід на одну сім'ю — 46 388 доларів (медіана — 34 178). Медіана доходів становила 26 857 доларів для чоловіків та 24 081 долар для жінок. За межею бідності перебувало 38,9 % осіб, у тому числі 53,4 % дітей у віці до 18 років та 15,6 % осіб у віці 65 років та старших.
Цивільне працевлаштоване населення становило 5880 осіб. Основні галузі зайнятості: будівництво — 24,0 %, виробництво — 12,3 %, роздрібна торгівля — 10,5 %, мистецтво, розваги та відпочинок — 9,1 %.